# Чемпионат мира по самбо 2019
Чемпионат мира по самбо 2019 года прошёл 7-11 ноября в Сеуле (Южная Корея).

## Медалисты

### Мужчины
| Весовая категория | Золото                              | Серебро                        | Бронза                                                                |
| ----------------- | ----------------------------------- | ------------------------------ | --------------------------------------------------------------------- |
| до 52 кг          | Игорь Беглеров · Россия             | Болатбек Раимкулов · Казахстан | Гиви Надарейшвили · Грузия Син Джайонг · Республика Корея             |
| до 57 кг          | Вахтанг Чидрашвили · Грузия         | Саян Хертек · Россия           | Чимэддоржийн Марал-Эрдэнэ · Монголия Авасбек Абдужалилов · Узбекистан |
| до 62 кг          | Давлатжон Хамроев · Узбекистан      | Савва Каракизиди · Греция      | Рахат Жананиет · Казахстан Хушкадам Хусравов · Таджикистан            |
| до 68 кг          | Алтансух Довдон · Монголия          | Миндиа Лилуашвили · Грузия     | Михаил Воробьёв · Россия Эмиль Гасанов · Азербайджан                  |
| до 74 кг          | Уали Куржев · Россия                | Степан Попов · Беларусь        | Леван Нахуцришвили · Грузия Наранхуу Хадбаатар · Монголия             |
| до 82 кг          | Арам Григорян · Россия              | Улугбек Рахмонов · Узбекистан  | Давид Григорян · Армения Виссарион Берулава · Грузия                  |
| до 90 кг          | Сергей Рябов · Россия               | Паата Гвиниашвили · Грузия     | Немат Ёкубов · Узбекистан Алексей Степаньков · Беларусь               |
| до 100 кг         | Руслан Киселёв · Россия             | Давид Лориашвили · Грузия      | Бырыдмурат Сырик · Монголия Андрей Казусёнок · Беларусь               |
| свыше 100 кг      | Дамдинсурэнийн Пурэвдорж · Монголия | Даниэль Натя · Румыния         | Андрей Волков · Россия Бека Бердзенишвили · Грузия                    |

#### Командный зачёт
1. Россия
2. Монголия
3. Грузия

### Женщины
| Весовая категория | Золото                        | Серебро                       | Бронза                                                       |
| ----------------- | ----------------------------- | ----------------------------- | ------------------------------------------------------------ |
| до 48 кг          | Елена Бондарева · Россия      | Анфиса Капаева · Беларусь     | Мария Гуэдес · Венесуэла Кристина Касас · Испания            |
| до 52 кг          | Диана Рябова · Россия         | Джулия Россо · Франция        | Луизиана Кампос · Венесуэла Марина Жарская · Беларусь        |
| до 56 кг          | Татьяна Казенюк · Россия      | Лаура Фурнье · Франция        | Анна-Мария Циобану · Молдова Екатерина Прокопенко · Беларусь |
| до 60 кг          | Ольга Митина · Россия         | Аврора Кабане · Франция       | Динара Жумабаева · Казахстан Анна-Мария Манушева · Болгария  |
| до 64 кг          | Екатерина Оноприенко · Россия | Татьяна Мацко · Беларусь      | Ваня Иванова · Болгария Ажар Салыкова · Казахстан            |
| до 68 кг          | Марина Мохнаткина · Россия    | Дилдаш Курышбаева · Казахстан | Ольга Малейкина · Беларусь Цог-Очир Батцецег · Монголия      |
| до 72 кг          | Анастасия Хомячкова · Россия  | Нино Одзелашвили · Грузия     | Наталья Смаль · Украина Анджела Жилинская · Беларусь         |
| до 80 кг          | Мария Оряшкова · Болгария     | Руи Такахаси · Япония         | Паула Мартинес · Испания Галина Ковальская · Украина         |
| свыше 80 кг       | Анастасия Сапсай · Украина    | Мария Кондратьева · Беларусь  | Мария Шекерова · Россия Елена Кебадзе · Грузия               |

#### Командный зачёт
1. Россия
2. Украина
3. Болгария

### Боевое самбо
| Весовая категория | Золото                      | Серебро                            | Бронза                                                             |
| ----------------- | --------------------------- | ---------------------------------- | ------------------------------------------------------------------ |
| до 52 кг          | Родион Асканаков · Россия   | Нуркен Домбаев · Казахстан         | Ганбаяр Ганхуаг · Монголия Новруз Атаев · Туркменистан             |
| до 57 кг          | Александр Нестеров · Россия | Серикджан Туссупов · Казахстан     | Ахмет Танрибердиев · Туркменистан Нямхуу Тогтохбаяр · Монголия     |
| до 62 кг          | Фёдор Дурыманов · Россия    | Керимберди Довлетов · Туркменистан | Сорбон Латифов · Таджикистан Эрнис Капаров · Кыргызстан            |
| до 68 кг          | Степан Кобенов · Россия     | Мераб Двалишвили · Грузия          | Ерлан Махмутов · Казахстан Сайдокуб Кахрамонов · США               |
| до 74 кг          | Владислав Руднев · Украина  | Истам Кудратов · Узбекистан        | Байзет Хатхоху · Россия Негруи Отгонбаатар · Монголия              |
| до 82 кг          | Асланбек Кодзаев · Россия   | Эдилбек Шакирмаматов · Кыргызстан  | Евгений Алексиевич · Беларусь Ассылбек Смаилов · Казахстан         |
| до 90 кг          | Магомед Магомедов · Россия  | Тенгиз Батсайхан · Монголия        | Пётр Давыденко · Украина Жаныбек Аматов · Кыргызстан               |
| до 100 кг         | Вадим Немков · Россия       | Ильхомжон Юлдашев · Узбекистан     | Чарымырат Аннагурбанов · Туркменистан Тур-Очир Арюнболд · Монголия |
| свыше 100 кг      | Кирилл Сидельников · Россия | Максвелл Джантоу · Камерун         | Размик Тоноян · Украина Хакимжон Исмаилов · Узбекистан             |

#### Командный зачёт
1. Россия
2. Украина
3. Казахстан